# Оцеола (окръг, Мичиган)
Вижте пояснителната страница за други значения на Оцеола.
Окръг Оцеола (на английски: Osceola County) е окръг в щата Мичиган, Съединени американски щати. Площта му е 1484 km², а населението - 23 197 души (2000). Административен център е град Рийд Сити.